# Softproof
Ein Softproof (in etwa: Weicher Probedruck, in Analogie zu Software) ist ein verbindlicher digitaler Probeabzug auf einem Monitor oder Projektor unter definierten Beleuchtungs- und Umfeldbedingungen, der vor einer finalen Auftragsfreigabe an eine Druckerei erfolgen kann. Hier kann die farbmetrische und inhaltliche Korrektheit von digitalen Druckdaten überprüft werden.
Dabei werden die gleichen Bedingungen wie beim verbindlichen Probedruck in Papierform simuliert. Die Software muss eine Validierung zu dem Druckstandard der späteren Produktion gewährleisten und die farbgetreue Ausgabe der Druckdaten auf dem Ausgabegerät ermöglichen.
Voraussetzung ist, dass das Ausgabegerät kalibriert bzw. profiliert wurde. Der Farbraum des Ausgabegerätes sollte größer sein als der Farbraum des Druckers.

## Erläuterung
Im engeren Sinn versteht man unter Softproof die Simulation einer bestimmten Ausgabebedingung – meist einer Druckbedingung – auf einem Monitor. Eine Ausgabebedingung wird durch die zu erreichenden Zielwerte charakterisiert, welche durch die Kombination der verwendeten Materialien, Geräte und deren Ansteuerung beeinflusst werden. Typische Ausgabebedingungen sind z. B. der Offsetdruck gemäß „ProzessStandard Offsetdruck“, der Druck mit Tintenstrahldrucker auf einem bestimmten Papier oder die Belichtung von Fotopapier in einem Minilab.
Die für den Softproof verwendete Datei kann eine Bilddatei in einem geräteabhängigen (RGB, CMYK, Mehrkanal-/Sonderfarben) oder geräteunabhängigen (CIELAB, CIEXYZ) Farbraum sein. Als Dateiformat sind z. B. JPEG oder TIFF gebräuchlich. Für eine farbrichtige Darstellung geräteabhängiger Daten müssen geräteunabhängige Informationen (meist in Form eines ICC-Quellprofils) vorhanden sein.
Die Datei kann auch in einem Containerformat (meist PDF) Bildelemente, grafische Elemente und Text in unterschiedlichen Farbräumen beinhalten. Für eine „offene“ Datei in einem Layoutprogramm kann ebenfalls eine Softproof-Darstellung gewünscht sein. Auch bereits für die Belichtung einer Druckplatte in einzelne Farbauszüge (z. B. CMYK) zerlegte Dateien im 1-Bit-Format können für den Softproof genutzt werden.
In einer etwas weiter gefassten Definition wird unter Softproof generell die farbrichtige Darstellung einer (Bild-)Datei auf einem Monitor verstanden. Ein typischer Anwendungsfall tritt bei Fotografen auf, die auf dem Monitor die Farbigkeit einer interpretierten RAW-Datei beurteilen oder die in einem RGB-Arbeitsfarbraum vorliegenden Daten direkt, d. h. ohne Drucksimulation, am Monitor darstellen. Viele gängige Grafikprogramme bieten die Möglichkeit einer Drucksimulation an, wie z. B.: Photoshop, InDesign, CorelDraw, wobei vor allem der ökologische Nutzen und die Zeitersparnis in Folge von Hardproofs (Simulation des späteren Drucks auf Druckmedium) für den Einsatz eines Softproofs spricht.
Folgende Punkte stellen wichtige Voraussetzungen für die Verwendung der Softproof-Funktion dar:
- Softproof-fähiges Programm
- Neutrale Umgebungsbedingungen
- Bekanntheit der ICC-Profile von Bilddatei und Drucker
- Darstellung des Druckfarbraums am Monitor
- Kalibrierter Bildschirm

Kein Softproof im Sinne dieser Definition ist ein sogenannter „Standproof“, bei dem die Darstellung eines Layouts an einem Monitor geprüft wird. Hier wird der farbrichtigen Darstellung nur eine untergeordnete Rolle beigemessen; die Überprüfung der Datei am Monitor soll in erster Linie die Korrektheit von Inhalt und Stand gewährleisten, die anhand der Druckdaten nach der Verarbeitung durch das RIP wiedergegeben wird. Im Sinne einer klaren Abgrenzung zur farbrichtigen Darstellung von Daten, sollte hier nicht der Begriff „Softproof“ verwendet, sondern ein Begriff wie „Standproof“ gewählt werden.

## Aktuelle Situation
Gegenwärtig (Stand: März 2012) sind für den Softproof vor allem zwei Szenarien maßgebend: Zum einen die Abstimmung zum Beispiel zwischen einer Werbeagentur und dem Kunden, die an zwei Monitoren an zwei verschiedenen Orten zur gleichen Zeit das gleiche Farbergebnis betrachten sollen. Zum anderen die Farbabmusterung an der Druckmaschine mit dem real gedruckten Ergebnis. Hier ist vor allem aus Kostengründen ein Softproof wünschenswert: Wenn mit einem Monitorbild anstelle eines teuren „Contract Proofs“ auf Papier die Farbabmusterung durchgeführt werden kann, entstehen außer der Anschaffung des Monitors und ggf. von Softproof-Software keine weiteren Kosten.
Doch in genau diesem wichtigsten Szenario offenbaren sich auch die stärksten Limitationen des Softproofs. Während in gedruckten Rasterproofs selbst die Darstellung der Rasterung des Druckes und der Offset-Rosette überprüft werden kann, ist der Monitor-Softproof stets ungerastert. Auch die Beleuchtung am Druckmaschinen-Leitstand stellt bis heute ein Problem dar: Während am Leitstand zur Kontrolle des Druckes und zur Farbabmusterung gemäß ISO-Standard 2000 Lux ±500 Lux Helligkeit herrschen müssen, erzeugen die derzeitigen Softproof-Monitore nur einen Bruchteil der Helligkeit. Dies wurde etwa dadurch gelöst, dass neben den Leitstand eine Lichtkabine installiert wurde, in der ein Monitor und eine abgedunkelte Lichtquelle mit Normlicht verbaut waren. Der Drucker kontrolliert also im hellen 2000-Lux-Licht den Druck an der Maschine und legte dann das gedruckte Ergebnis in die gedimmte und abgeschirmte Lichtbox, um die Farbe mit dem Softproof auf dem Monitor abzustimmen. In der Praxis erwies sich das jedoch als recht schwierig, da das Druckerzeugnis unter verschiedenen Helligkeiten abgeglichen werden sollte. Eine Weiterentwicklung stellt daher das dimmbare Normlicht am Leitstand mit Softproof-Monitor dar: Hier erfolgt die Abmusterung am gleichen Ort, lediglich die Beleuchtung des Leitstandes muss für die Farbabmusterung mit dem Softproof stark gedimmt werden.
Mittlerweile sind auch Abmusterungs-Monitore erhältlich, die bis zu 700 Candela pro Quadratmeter Leuchtdichte aufweisen und damit theoretisch ohne Dimmung am Leitstand auskommen. Real können aktuelle Softproof-Monitore heute mehr als zwei Jahre lang eine Luminanz von bis zu 200 cd/m² leisten, so dass die Beleuchtung des Leitstandes auf lediglich 700 Lux, also grob ein Drittel, reduziert werden muss. Das ist immer noch ein Unterschied, wird aber in der Produktion schon heute angewandt. Zudem gibt es seit kurzem einen Proof-Monitor, der mit einer Leuchtdichte von 700 cd/m² beworben wird und real mit einer Leuchtdichte von 450 cd/m² betrieben werden kann. Die Beleuchtung des Leitstandes muss daher lediglich um rund 500 Lux reduziert werden, was innerhalb des ISO-Standards (2000 Lux ±500Lux) abgebildet werden könnte. Damit wäre die Voraussetzung geschaffen, einen Softproof auf einem Monitor direkt an der Druckmaschine ohne Dimmung zur Farbabmusterung zu verwenden. Dieser Monitor kann jedoch nur ca. 90 % des Farbumfangs der gebräuchlichsten Druckbedingung ISOcoatedV2/FOGRA39 darstellen. Im Zeitungsdruck sind aber schon heute ISO-konforme Produktionsbedingungen mit den Vorteilen des Softproofs möglich.